# Асхама ибн Абджар
Асхама ибн Абджар (араб. أصحمة بن أبجر‎), в исламской традиции известный как Наджаши (араб. نجاشي‎) (правил ок. 614—631 годов) — царь (негус) Аксума, живший во времена пророка Мухаммеда. Вероятно, ему тождественен Армах (геэз አርማህ).

## В исламской традиции
Наджаши был христианином, но затем принял ислам. После того, как на мекканских мусульман начались гонения со стороны многобожников, пророк Мухаммед послал их в Эфиопию, а Наджаши принял мусульманских беженцев и разместил их в своих владениях. Он задал прибывшим к нему мусульманам вопросы относительно пророчества Мухаммада и основ их религии. После их ответов он засвидетельствовал в принятии ислама. Дошедшее до мусульман Мекки известие об этом обрадовало их. Когда пророк Мухаммад узнал о его смерти, то, находясь в Медине, совершил по нему погребальную молитву.